# Anotosaura collaris
Anotosaura collaris là một loài thằn lằn trong họ Gymnophthalmidae. Loài này được Amaral mô tả khoa học đầu tiên năm 1933.